# Barefoot College
Le Barefoot College (ou Collège des pieds nus) est une ONG indienne. Cette organisation a pour mission de trouver des solutions aux problèmes fondamentaux de la qualité de la vie en milieu rural : eau propre, énergie renouvelable, services d’éducation et soins de santé,. Son siège se trouve à Tilonia, dans l'État du Rajasthan.
Le Barefoot College a été fondé en 1972 par Bunker Roy pour construire un nouveau modèle qui donnait l’accès à l’eau propre et l’électricité solaire aux paysans appauvris. Ses armes pour ce défi étaient « l’empowerment » des grands-mères analphabètes comme canal de transmission pour l’éducation et les soins de santé dans le tiers-monde,.

## Histoire
Bunker Roy est un fils d’une famille influente du Bengale et a reçu une éducation élitiste. En 1966, une visite bénévole d'un village de l’État de Bihar touché par la famine l'encourage à s'engager dans des associations.
À 19 ans, il part travailler dans un village au Rajasthan pendant 5 ans, comme ouvrier non-qualifié dans le nettoyage et construction de puits. Bunker Roy se met à aider les jeunes habitants du village à avoir la confiance nécessaire pour mettre en avant leurs compétences auprès des employeurs.
En 1971, un collègue de Bunker Roy l'invite à visiter Tilonia pour quelques jours. Il y découvre un sanatorium abandonné que le gouvernement lui cède au prix symbolique d'une roupie. Il décide d'y construire le premier « collège des pieds nus », par les pauvres et pour les pauvres.
Le projet est lancé en 1972 par un groupe d'experts urbains. Les résultats sont décevants et se soldent par plusieurs démissions. Le gouvernement local lui demande de quitter le site en 1979. Bunker Roy reçoit la visite de Robert McNamara et McGeorge Bundy qui passent deux jours dans son établissement. Devant les retours positifs des visiteurs, la décision d'abandonner l'école est annulée.
Le projet est alors relancé avec une approche bottom-up qui donne la responsabilité à la communauté pour appliquer et adapter la technologie choisie. Les professionnels sans diplômes deviennent éducateurs, travailleurs de santé, et ingénieurs des technologies aquatiques et solaires pour faire fonctionner leurs technologies, et l'idée obtient des résultats encourageants.    

## Activités

### Accès à l'eau potable
La solution d'accès à l'eau potable envisagée par Roy est de récolter de l'eau de pluie dans une citerne sous un amphithéâtre du bâtiment.
Roy décide de former des grands-mères du village comme agents de développement pour l'accès à l'eau potable. Le choix de cette population vient du fait qu'elles sont déjà responsables des enfants et du village et qu'elles ont plus de temps, ainsi que le fait qu'elles ne risquent pas de quitter la région pour trouver un emploi en ville.

### Énergie solaire
Le deuxième grand obstacle matériel au développement humain est l'accès à l’électricité. Une fois les grands-mères formées à la rétention de l'eau potable, Roy les entraîne à la construction de panneaux solaires, qu'il fait installer par un prêtre hindou,.
Tilonia devient le premier village entièrement approvisionné à l'énergie solaire en Inde en 2003,. Chaque année suivante, une centaine de grands-mères analphabètes du village sont formées au sein de promotions qui incluent des femmes d'autres pays : toutes communiquent entre elles par signes. D'après l'association, le concept aurait fourni de l'énergie solaire à 450 000 Indiens dans 1 160 villages isolés et dans 50 autres pays.

#### Impact social des activités
L’électricité solaire permet la création d'écoles de nuit rurales où les professeurs des pieds nus éduquent les jeunes filles sans les éloigner de leur travail agricole. Les enfants créent un parlement aux membres élus où sont gérées les écoles de nuit. Dans le même esprit, 300 femmes ont une réunion hebdomadaire pour gérer les conditions de vie du village de Tilonia.

## Prix et distinctions
En 2013, Barefoot College est nommée quinzième « meilleure » ONG selon The Global Journal.